# أحمد تكتوك
أحمد تكتوك (29 سبتمبر 1984) هو لاعب كرة قدم لبناني يلعب في مركز حراسة المرمى مع نادي النجمة ومنتخب لبنان لكرة القدم.

## المسيرة الكروية
بدأ تكتوك مسيرته مع الإخاء الأهلي عاليه، قبل أن ينتقل إلى النجمة في 2014. ظلّ تكتوك الحارس الأساسي للنجمة خلال 3 سنوات حتى 2017، عندما غادر على سبيل الإعارة إلى نادي البقاع، ثم إنضم إلى الصفاء بعد سنة واحدة. في 2019، عاد أحمد تكتوك إلى نادي النجمة.

## المسيرة الدولية
شارك أحمد تكتوك في أول مباراة دولية له في 19 فبراير 2014، عندما فاز منتخب لبنان على باكستان بنتيجة 3–1. في ديسمبر 2018، أستدعي ضمن تشكيلة المنتخب في كأس آسيا 2019.

## وصلات خارجية
- أحمد تكتوك على فرق كرة القدم الوطنية.كوم
- أحمد تكتوك  على سكروي